# Ovid (ville, New York)
Ne doit pas être confondu avec le village d'Ovid.
Ovid est une ville du comté de Seneca, dans l'État de New York, aux États-Unis,. En 2010, elle comptait une population de 2 311 habitants.

## Démographie
Lors du recensement de 2010, la ville comptait une population de 2 311 habitants, tandis qu'en 2016, elle est estimée à 2 325 habitants.